# گیاکومو لوئیجی چامیجیان
هاکوب «گیاکومو» لوئیجی چیامیچیان (ارمنی: Հակոբ (Ջակոմո) Լուիջի Չամիչյան; انگلیسی: Giacomo Luigi Ciamician؛ زاده ۲۷ اوت ۱۸۵۷ درگذشته ۲ ژانویهٔ ۱۹۲۲) یک شیمی‌دان ارمنی‌تبار اهل ایتالیا بود.

## زندگی‌نامه و تحصیلات
گیاکومو لوئیجی چیامیچیان در ۲۷ اوت ۱۸۵۷ در شهر تریسته که در آن زمان بخشی از امپراتوری اتریش بود، به دنیا آمد. خانوادهٔ او دارای ریشه‌های ارمنی بودند، و این پیشینه فرهنگی تأثیراتی را بر زندگی و دیدگاه‌های او گذاشت.
او تحصیلات خود را در دانشگاه وین آغاز کرد و سپس به دانشگاه بولونیا رفت، جایی که به یکی از برجسته‌ترین شیمی‌دانان آن زمان تبدیل شد.

## فعالیت‌های علمی و دستاوردها
چیامیچیان به عنوان یکی از پیشگامان فوتوشیمی شناخته می‌شود. او مطالعات گسترده‌ای در زمینهٔ واکنش‌های شیمیایی ناشی از نور انجام داد و نقش مهمی در توسعهٔ این شاخهٔ علمی ایفا کرد.

### فوتوشیمی
- او به ویژه به مطالعهٔ واکنش‌های آلی تحت تأثیر نور خورشید علاقه‌مند بود و نتایج تحقیقات خود را در مقالات متعددی منتشر کرد.[۶]
- او پیشنهاد کرد که انرژی خورشیدی می‌تواند به عنوان یک منبع انرژی پاک و تجدیدپذیر مورد استفاده قرار گیرد، ایده‌ای که در زمان خود بسیار پیشرو بود.[۷]

### تحقیقات در زمینهٔ شیمی آلی
- علاوه بر فوتوشیمی، چیامیچیان در زمینه‌های دیگر شیمی آلی نیز تحقیقاتی انجام داد و به پیشرفت این علم کمک کرد.[۸]

## میراث و تأثیرگذاری
چیامیچیان به عنوان یکی از بزرگترین شیمی‌دانان ایتالیا و پیشگامان فوتوشیمی شناخته می‌شود. او تأثیر عمیقی بر توسعهٔ این شاخهٔ علمی گذاشت و ایده‌های او در زمینهٔ استفاده از انرژی خورشیدی، همچنان الهام‌بخش دانشمندان و محققان است.